# Magnès (Magnésie)
Pour les articles homonymes, voir Magnès.
Dans la mythologie grecque, Magnès est le héros éponyme de la province de Magnésie.
D'après le Catalogue des femmes, Magnès et son frère Macédon naissent de Zeus et Thyia, descendante de Deucalion. Il engendre ensuite deux fils qui vont jouer un rôle dans la légende de Persée, Polydecte et Dictys.

## Mythologie
Chez Apollodore en revanche, Magnès est un des sept fils d'Éole (petit-fils de Deucalion) et d'Énarété. Si la liste des sept fils d'Éole est aussi donnée dans le Catalogue, il y a en revanche une lacune dans le vers citant les deux derniers noms : d'après l'analyse de Martin L. West, si le nom de « Magnès » pourrait venir s'y placer, celui de Minyas est néanmoins plus cohérent dans la structure de l'œuvre. Cette opinion est suivie par Timothy Gantz, pour qui « l'insertion de Magnès [dans le vers] semble impossible ». Ainsi Magnès comme fils d'Éole ne serait pas attesté avant Apollodore.
Par ailleurs Apollodore confirme que Magnès est le père de Polydecte et Dictys, la mère étant une naïade. Les traditions lui prêtent d'autres fils comme Piéros, Éionée, et Eurynomos.